# Sherwood Stewart
Sherwood Stewart (n, 6 de junio de 1946) es un jugador estadounidense de tenis. En su carrera conquistó un torneo ATP y 52 torneos ATP de dobles. Sus mejores posiciones en el ranking ATP fue el Nº 60 en diciembre de 1978 en individuales, y el N.º 4 en marzo de 1980 en dobles. Tuvo grandes éxitos como doblista, llegando a ganar 3 Grand Slams de dobles masculinos, y dos más en dobles mixtos.